# Melanolophia inatrata
Melanolophia inatrata là một loài bướm đêm trong họ Geometridae.